# Cordillera Blanca
Die Cordillera Blanca in den nördlichen Anden Perus ist mit einer Länge von 180 km und über 50 Bergen über 5700 m die höchste Gebirgskette des amerikanischen Kontinents und zugleich die höchste in den Tropen. Nur in Asien finden sich im Schnitt höhere Gebirgsketten. Übersetzt heißt der Name Weiße Kordillere, was auf die starke Vergletscherung hindeutet. Ein weiterer Name ist Cordillera Tropical. Zwischen diesem Gebirgszug und dem Pazifik befindet sich die Cordillera Negra, die völlig schneefrei ist.
Höchster Berg der Cordillera Blanca (sowie Perus) ist der Huascarán (6768 m). Weiter nördlich befindet sich der markante Alpamayo (5947 m). Weitere wichtige Berge sind Ranrapalca, Huantsán, Taulliraju, Huandoy, Cerro Pisco, Chopicalqui, Artesonraju und Nevado de Copa. Die meisten dieser Berge wurden während der Deutsch-Österreichischen Alpenvereinsexpeditionen in den 1930er Jahren erstbestiegen. Ebenfalls entstanden im Zuge dieser die ersten Karten des Gebirges.
Die Cordillera Blanca ist eine Wetterscheide, die die feuchte Regenwaldregion (Selva) vom ariden pazifischen Küstenstreifen trennt. Sie stellt eine ausgeprägte Barriere für die dominierenden östlichen Luftströmungen dar, die aus dem Amazonasbecken feuchte Luftmassen heranführen. Von Oktober bis April fallen etwa 90 % des jährlichen Niederschlags. Die Bergkette ist zugleich Wasserscheide zwischen dem Río Marañón und dem Atlantik im Osten und dem Río Santa und dem Pazifik im Westen. Die Temperaturen schwanken im Jahresverlauf kaum, haben aber einen ausgeprägten Tagesgang.
In der Cordillera Blanca gibt es die ausgedehntesten Gletschergebiete in tropischen Breiten, etwa ein Viertel aller tropischen Gletscher befindet sich dort. Schätzungen zufolge betrug die vergletscherte Fläche im Jahr 1930 mehr als 800 km². Verschiedenen Analysen von Satellitendaten zufolge waren es im Jahr 2003 noch knapp 570 km², die sich auf 485, vorwiegend kleine, Gletscher verteilten, im August 2010 dann 482 km² (→ Gletscherschwund seit 1850). Der Gletscherrückgang lässt sich zum großen Teil durch steigende Temperaturen und veränderter Niederschlagsmuster erklären (→ globale Erwärmung). Die tropischen Klimabedingungen bewirken, dass die Ablationsperiode tiefergelegener Gletscherbereiche das ganze Jahr umfasst. Dadurch und durch ihre geringe Fläche und Dicke, ihre große Neigung und ihre relativ niedrige Höhe in den Zehrgebieten reagieren die Gletscher der Cordillera Blanca rasch auf Klimaänderungen.
In der Trockenzeit versorgt Schmelzwasser der Gletscher und aus der Cordillera Blanca abfließendes Grundwasser den Río Santa und trägt wesentlich zur Wasserversorgung von Bevölkerung, Landwirtschaft, Wasserkraftwerken und Bergbau bei. Der Gletscherrückgang wird voraussichtlich schwere Folgen für Gesellschaft und Umwelt entlang des Río Santa haben.
Der Hauptort am südwestlichen Rand der Cordillera Blanca ist Huaraz, weitere wichtige Städte sind Caraz und Yungay.
Ein großer Teil der Cordillera Blanca wurde 1975 zum Huascarán-Nationalpark und 1985 wegen seiner besonderen landschaftlichen Schönheit und geologischen Merkmale zum UNESCO-Welterbe erklärt und steht komplett unter Schutz. Der Park ist einer der touristisch am stärksten frequentierten Orte Perus und kann gegen Eintritt besucht werden.

## Bekannte Gipfel
Im Folgenden eine Liste von Bergen und Gipfeln in der Cordillera Blanca:
| Name (hispanisiert) | Name (Quechua) | Höhe in m |                            | Distrikte                          |
| ------------------- | -------------- | --------- | -------------------------- | ---------------------------------- |
| Huascarán           | Waskaran       | 6768      | -9.120981 -77.604674 6768  | Shilla, Yungay                     |
| Huandoy             | Wantuy         | 6395      | -9.02757 -77.66337 6395    | Caraz, Yungay                      |
| Huantsán            | Wantsan        | 6395      | -9.514722 -77.310833 6395  | Chavín de Huántar, Huántar, Huaraz |
| Palcaraju           | Pallqarahu     | 6274      | -9.368333 -77.370833 6274  | Independencia, San Miguel de Aco   |
| Ranrapalca          | Ranrapallqa    | 6162      | -9.411111 -77.416667 6162  | Independencia, Tarica              |
| Chacraraju          | Chakrarahu     | 6108      | -8.993333 -77.615 6108     | Caraz, Yanama, Yungay              |
| Tocllaraju          | Tuqllarahu     | 6034      | -9.34746 -77.39698 6034    | San Miguel de Aco, Tarica          |
| Alpamayo            | Shuyturahu     | 5947      | -8.87871 -77.65338 5947    | Santa Cruz, Yuracmarca             |
| Nevado de Tuco      | Tuku           | 5454      | -10.008889 -77.176111 5454 | Aquia, Cátac                       |